# Corchorus sublatus
Corchorus sublatus är en malvaväxtart som beskrevs av David A. Halford. Corchorus sublatus ingår i släktet Corchorus och familjen malvaväxter. Inga underarter finns listade i Catalogue of Life.